# Trace (album)

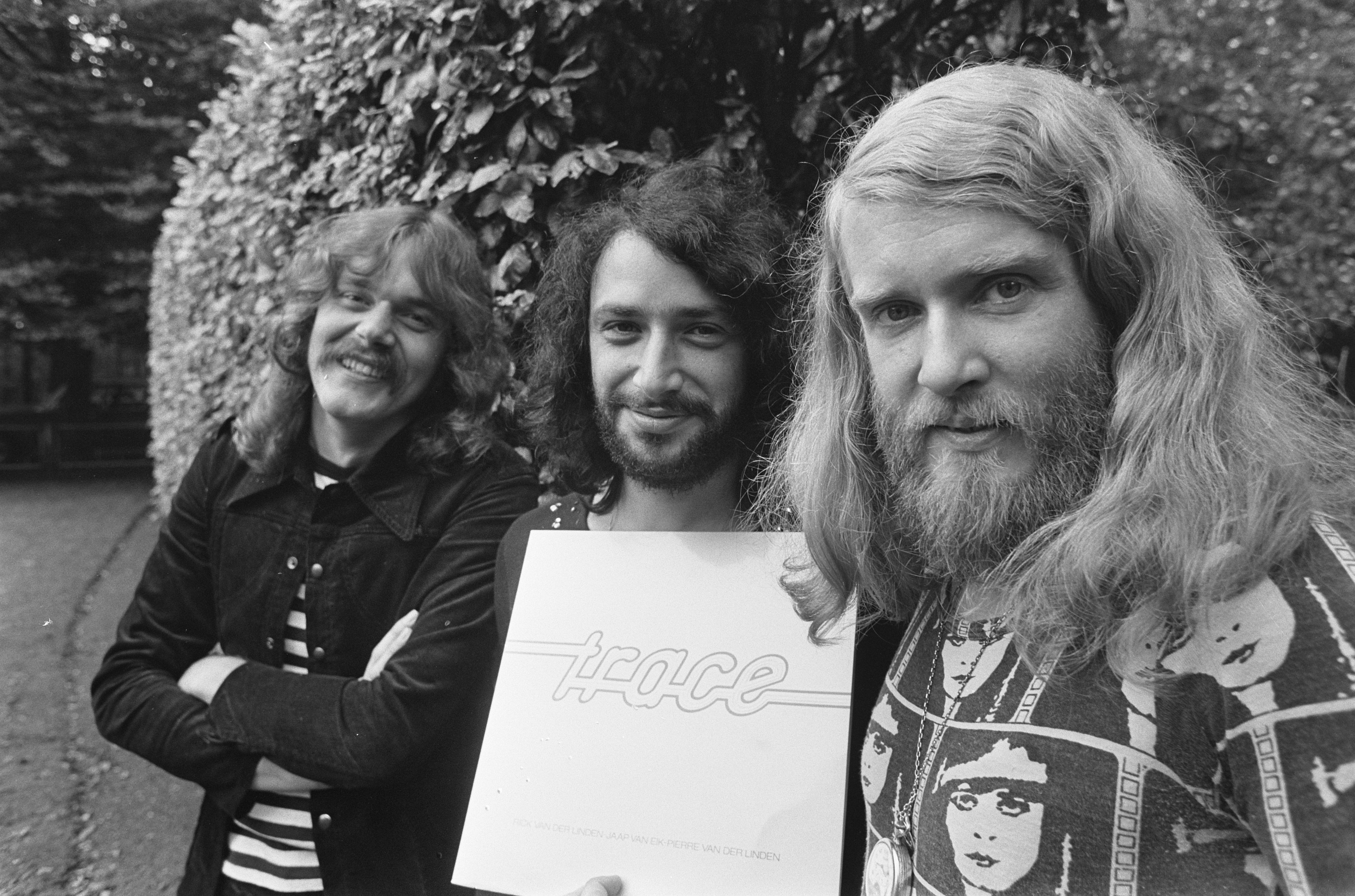
Jaap, Pierre en Rick bij presentatie album (september 1974)

Trace is het debuutalbum van de Nederlandse muziekgroep Trace.

## Inleiding
In februari 1974 begonnen de repetities voor de opnamen voor het album bij Rick van der Linden thuis in Den Dolder. Dit leidde tot opnamen in de Soundpush Studio in Blaricum. In mei 1974 zat geluidstechnicus Jan Schuurman achter de knoppen onder supervisie van Richard de Bois. De muziek werd ingediend door Van der Linden; hij had sinds zijn vertrek uit Ekseption nieuwe muziek geschreven, waar bassist en drummer verder aan gingen werken. Van der Linden had in de tussentijd ook zijn instrumentarium weten uit te breiden. De opnamen leidden tot een uitgifte van een promotiesingle Progress. Als B-kant werd gekozen voor Tabu, dat Van der Linden nog kende uit zijn beginperiode bij Ekseption.
Het hoesontwerp was in handen van Jan H. van Uden; een simpele opdruk met de naam van band en leden.

## Musici
- Rick van der Linden – Steinway & Sons vleugel, Hohner clavinet, Hohner pianet, hammondorgel B3/B4, pijporgel van kerk van Maassluis, klein pijporgel, klavecimbel, ARP synthesizer, EMS Synthi, ARP Solina String Ensemble, mellotron, doedelzak, stofzuiger, stem
- Jaap van Eik – basgitaar types Fender Precision, Fender Stratocaster en fuzz basgitaar
- Pierre van der Linden - drums

## Muziek
| Nr. | Titel                                                 | Duur |
| --- | ----------------------------------------------------- | ---- |
| 1.  | Gaillarde (Johan Sebastian Bach, Rick van der Linden) | 6:22 |
| 2.  | Gare le Corbeau (Van Eik)                             | 2:04 |
| 3.  | Gaillarde (Johan Sebastian Bach, Rick van der Linden) | 4:36 |
| 4.  | The death of Ace (Edvard Grieg, Rick van der Linden)  | 5:15 |
| 5.  | The escape of the piper (Rick van der Linden)         | 3:13 |
| 6.  | Once (Rick van der Linden)                            | 4:13 |

| Nr. | Titel                                              | Duur  |
| --- | -------------------------------------------------- | ----- |
| 1.  | Progression (Rick van der Linden)                  | 12:00 |
| 2.  | A memory (Zweeds traditional, Rick van der Linden) | 3:47  |
| 3.  | The lost past (Pierre van der Linden)              | 3:26  |
| 4.  | A memory (Rick van der Linden)                     | 3:47  |
| 5.  | Final trace (Rick van der Linden)                  | 3:53  |

| Nr. | Titel                          | Duur |
| --- | ------------------------------ | ---- |
| 12. | Progress (Rick van der Linden) | 4:05 |
| 13. | Tabu (Rick van der Linden)     | 4:14 |

The death of Ace verwijst nog naar Ace, maar is een bewerking van De dood van Åse uit de Peer Gynt Suite. A memory voert terug op een enigszins beschonken ontmoeting van Ekseption en Zweeds duo Nova. The escape of the piper laat de doedelzak horen. Van der Linden had onvoldoende ademsteun om er klank uit te krijgen; vandaar dat een stofzuiger (blaasstand) werd gebruikt. Dit was niet de definitieve oplossing; de “zak” moet vochtig gehouden worden, terwijl de stofzuiger die juist droog blies.

## Nasleep
Bij de uitgifte van het album vanuit dezelfde villa in Den Dolder werden omschrijvingen gebruikt als "De explosie van 1974" en "Hersenspoeling". Er waren al voorafgaand aan de uitgifte concerten geboekt in Zwitserland en Duitsland. Ook mocht de band optreden in Nederpopzien van VARA. In de Verenigde Staten werd het album uitgegeven door Pasport van Sire Records.
Opmerkelijk is een optreden op 18 januari 1975; Trace en Ekseption traden beide op tijdens een benefietconcert voor drummer Kees Kranenbrug jr. in de Martinihal te Groningen.
Musea Records meldde bij een heruitgifte in 1995 dat er ongeveer 50.000 exemplaren verkocht zouden zijn. Er zijn uit 1974 onvoldoende gegevens uit de Album Top 20 bekend om dit te boekstaven.
Er volgden heruitgave in 1995 van Musea en in 2014 van Pseudonym. Die laatste ging gepaard met nog niet eerder uitgebracht studiomateriaal.